# Pelourinho de Vale de Prados
O Pelourinho de Vale de Prados localiza-se na freguesia de Vale de Prados, no município de Macedo de Cavaleiros, distrito de Bragança, em Portugal.
Este pelourinho encontra-se classificado como Imóvel de Interesse Público desde 1933.